# 黔東南ミャオ族トン族自治州
黔東南ミャオ族トン族自治州（けんとうなん-ミャオぞく-トンぞく-じちしゅう）は中華人民共和国貴州省東南部に位置する少数民族自治州。

## 地理
貴州省東南の山間部に位置し、東は湖南省懐化市、南は広西チワン族自治区柳州市及び河池市、西は貴州省黔南プイ族ミャオ族自治州、北は同省遵義市及び銅仁市に接する。東西220キロメートル、南北240キロメートル。

## 歴史
古代からミャオ族など少数民族が強盛で、中国はその首領に官職を与えて間接支配するだけであった。しかし明の永楽帝は1413年思州等宣慰司を廃し、直接統治に切り替え、少数民族の同化政策を行った。清もこの政策を踏襲したため、明清時代にはしばしばミャオ族などの反乱が起こった。中華人民共和国成立後1956年になって自治州人民政府が成立、凱里県に首府が置かれた。1983年凱里県は市に昇格している。

## 行政区画
1県級市・15県を管轄下に置く。
- 県級市：凱里市
- 県：黄平県・施秉県・三穂県・鎮遠県・岑鞏県・天柱県・錦屏県・剣河県・台江県・黎平県・榕江県・従江県・雷山県・麻江県・丹寨県

| 黔東南ミャオ族トン族自治州の地図                                                                                |
| --- |
| 凱里市 黄平県 施秉県 三穂県 鎮遠県 岑鞏県 天柱県 錦屏県 剣河県 台江県 黎平県 榕江県 従江県 雷山県 麻江県 丹寨県 |

### 年表
この節の出典

#### 鎮遠専区
- 1949年10月1日 - 中華人民共和国貴州省鎮遠専区が成立。鎮遠県・施秉県・黄平県・炉山県・三穂県・岑鞏県・天柱県・錦屏県・台江県・剣河県・余慶県・雷山設治局が発足。(11県1設治局)
- 1949年11月23日 - 雷山設治局が県制施行し、雷山県となる。(12県)
- 1952年12月13日 - 炉山県が自治区に移行し、炉山ミャオ族自治区となる。(11県1自治区)
- 1953年2月25日 - 天柱県・錦屏県の各一部が湖南省黔陽専区靖県に編入。(11県1自治区)
- 1954年1月29日 - 台江県が自治区に移行し、台江ミャオ族自治区となる。(10県2自治区)
- 1954年6月26日 - 雷山県が自治区に移行し、雷山ミャオ族自治区となる。(9県3自治区)
- 1955年5月27日 - 錦屏県の一部が湖南省黔陽専区靖県に編入。(9県3自治区)
- 1955年12月26日 (9県3自治県)
  - 炉山ミャオ族自治区が県制施行し、炉山ミャオ族自治県となる。
  - 台江ミャオ族自治区が県制施行し、台江ミャオ族自治県となる。
  - 雷山ミャオ族自治区が県制施行し、雷山ミャオ族自治県となる。
- 1956年4月13日 - 鎮遠県・剣河県・黄平県・施秉県・三穂県・岑鞏県・天柱県・錦屏県・炉山ミャオ族自治県・雷山ミャオ族自治県・台江ミャオ族自治県が黔東南ミャオ族トン族自治州に編入。(1県)
- 1956年4月18日 - 余慶県が遵義専区に編入。

#### 黔東南ミャオ族トン族自治州
- 1956年4月13日 - 鎮遠専区鎮遠県・剣河県・黄平県・施秉県・三穂県・岑鞏県・天柱県・錦屏県・炉山ミャオ族自治県・雷山ミャオ族自治県・台江ミャオ族自治県、都勻専区麻江県・黎平県・榕江県・従江県・丹寨ミャオ族自治県を編入。黔東南ミャオ族トン族自治州が成立。(12県4自治県)
- 1956年4月18日 (16県)
  - 炉山ミャオ族自治県が県に移行し、炉山県となる。
  - 台江ミャオ族自治県が県に移行し、台江県となる。
  - 雷山ミャオ族自治県が県に移行し、雷山県となる。
  - 丹寨ミャオ族自治県が県に移行し、丹寨県となる。
- 1956年9月11日 - 榕江県の一部が黔南プイ族ミャオ族自治州三都県および茘波県・都勻県・独山県の各一部と合併し、黔南プイ族ミャオ族自治州三都スイ族自治県となる。(16県)
- 1958年12月29日 (7県)
  - 炉山県・雷山県・丹寨県・麻江県が合併し、凱里県が発足。
  - 岑鞏県・三穂県が鎮遠県に編入。
  - 施秉県が黄平県に編入。
  - 天柱県が錦屏県に編入。
  - 台江県が剣河県に編入。
  - 従江県が榕江県に編入。
- 1961年8月16日 (12県)
  - 凱里県の一部が分立し、麻江県・雷山県が発足。
  - 鎮遠県の一部が分立し、岑鞏県が発足。
  - 錦屏県の一部が分立し、天柱県が発足。
  - 榕江県の一部が分立し、従江県が発足。
- 1962年10月20日 (16県)
  - 黄平県の一部が分立し、施秉県が発足。
  - 鎮遠県の一部が分立し、三穂県が発足。
  - 剣河県の一部が分立し、台江県が発足。
  - 雷山県・麻江県の各一部が合併し、丹寨県が発足。
- 1983年8月19日 (1市15県)
  - 凱里県が市制施行し、凱里市となる。
  - 麻江県の一部が凱里市に編入。
- 2003年2月20日 - 台江県の一部が剣河県に編入。(1市15県)
- 2014年9月15日 - 麻江県の一部が凱里市に編入。(1市15県)

## 人口
2002年末の総人口 4,312,900 人。都市人口は 798,800 人、農村人口は 3,514,100 人。民族的には漢族が 936,310 人 (19.39%)、少数民族が 3,476,800 人 (80.61%)で、うちミャオ族 1,784,300 人、トン族 1,359,000 人となっている。

## 交通

### 航空
- 凱里黄平空港（中国語版）
- 黎平空港（中国語版）

### 鉄道
- 中国鉄路総公司
  - 滬昆旅客専用線
  - 貴広旅客専用線
  - 滬昆線

### 道路
- 高速道路
  - 滬昆高速道路
  - 蘭海高速道路
  - 厦蓉高速道路
  - S15 松従高速道路
  - S25 沿榕高速道路
  - S30 江黔高速道路
  - S62 余安高速道路
  - S63 凱雷高速道路
  - S84 天黄高速道路
- 国道
  - G320国道
  - G321国道